# ولادک لوتسینا
ولادک لوتسینا (چکی: Vladek Lacina؛ زادهٔ ۲۵ ژوئن ۱۹۴۹) قایقران روئینگ اهل چکسلواکی بود.